# F-words
F-wordsは藤田ミノルが率いるプロレスラーのユニット。KAIENTAI DOJOを主戦場として活動していた。

## 概要
2002年の旗揚げ戦に「MIYAWAKI」がプエルトリコから連れてきた「藤田ミノル」に加え第1回STRONGEST-K決勝後に「柏大五郎」、「シルバー・ウルフ」を加えて「藤田軍（仮）」として活動を開始した。
主にNudy Rave等とベルトをめぐっての抗争が注目を集めた。
ユニット名を一般公募にて選出、大阪府にお住まいのMIYAWAKIさんの案が採用され「F-words」に決定。由来は英語における侮辱語・禁句とされる4文字語（en:Four-letter word）。
STRONGEST-Kトーナメントでは優勝、準優勝と上位独占しシルバー・ウルフがUWA世界ミドル級王座を獲得するなど目覚ましい活躍を見せた。
後に「TAKAみちのく」をメンバーに加え「F-words with.T」となるも1周年を機に藤田ミノルがKAIENTAI DOJOを離脱し、続いてシルバー・ウルフが怪我で引退した。
その後もTAKAみちのくが柏大五郎を1万円で引き抜き吉田屋を結成して離脱、残りのメンバーがMIYAWAKIのみとなり事実上の解散となった。

## 所属メンバー
- MIYAWAKI
- 味方冬樹
- 大鉄
- 藤田ミノル（離脱）
- 柏大五郎（離脱）
- シルバー・ウルフ（引退）
- TAKAみちのく（離脱）

## テーマ曲
- 「Drunkenness kicker（F-words.version）」（T.A.Factory）※「KAIENTAI-DOJO vol.1」に収録